# Svätý Anton
Svätý Anton (do 30. června 1996 „Antol“, do roku 1948 „Svätý Antol“; německy Sankt Anton in der Au, maďarsky Szentantal) je obec na Slovensku v okrese Banská Štiavnica. K obci patří usedlosti Rovne, Bažanica a Macko. V obci majú hlavne kone.

## Historie
První písemná zmínka o obci pochází z roku 1266. Název dědiny vychází z názvu původního kostela zasvěceného sv. Antonínovi Poustevníkovi. V roce 1266 se v první dochované listině uvádí, že území okolo kostela bylo zapsáno jako majetek rodiny HuntPoznanovců. Od roku 1342 se v obci vybíralo mýto. Kromě mýtné stanice se tu nacházela dvě hutnická zařízení, cihelna a tři mlýny, ze kterých se zachoval jen jeden, v současnosti přestavěný na penzion. V roce 1472 patřila obec do panství hradu Čabraď. V 16. století se panství Čabraď rozdělilo a vzniklo hradní panství Sitno, kterého se obec stala součástí. V 17. století získal panství od Ferdinanda II. Peter Koháry a to za zásluhy v boji proti Turkům. O hospodářský, duchovní a kulturní rozvoj obce se nejvíce sloužili právě Koháryové. Po dostavbě kaštelu roku 1744 se sídlo správy majetků stala obec Svätý Anton. Od roku 1826 patřila obec Coburgům. Ferdinand Coburg, bratr posledního vlastníka kaštelu, navštěvoval obec až do roku 1944.
Obyvatelé se živili prací v dolech a hutních zařízeních, v místním kamenolomu, v lesích a v průmyslových podnicích v Banské Štiavnici. V polovině 20. století je známa výroba vyřezávaných a malovaných betlémů. V období mezi světovými válkami tu působil divadelní kroužek Andreje Trúchleho. V současnosti se v obci nachází školka, základní škola, místní knihovna, sbor dobrovolných hasičů, dva penziony, ranč, restaurace a obchody, fotbalové a multifunkční sportovní hřiště. Obec je vybavena vlastní vodovodní sítí a je napojena na plyn. Středem obce prochází komunikace spojující Banskou Štiavnicu s Hontianskými Nemcemi a dále na Šahy.

### Názvy obce
- 1266 – Scentantollo
- 1276 – Sanctus Antonius
- 1342 – Zenthantal
- 1808 – Swätý Antal
- 1920 – Svätý Anton
- 1960 – Antol
- 1996 – Svätý Anton

## Pamětihodnosti
- kaštel
- kaple Nanebevzetí Panny Marie
- kostel sv. Antonína
- kaple sv. Jana Nepomuckého
- sýpka
- morový sloup Svaté trojice
- Jurajova štola

## Osobnosti
- Rodáci:
  - Andrej Truchlý-Sytniansky – kněz, spisovatel a překladatel
  - Mons. ThDr. Michal Buzalka – slovenský římskokatolický pomocný biskup
  - Karol Zachar, (vl. jm. Karol Legény) – slovenský herec, divadelní režisér a scénický výtvarník